# Фейзіяне-є Софла
Фейзіяне-є Софла (перс. فيزيانه سفلي) — село в Ірані, у дегестані Гендудур, у бахші Сарбанд, шагрестані Шазанд остану Марказі. За даними перепису 2006 року, його населення становило 254 особи, що проживали у складі 60 сімей.

## Клімат
Середня річна температура становить 11,91°C, середня максимальна – 31,19°C, а середня мінімальна – -11,20°C. Середня річна кількість опадів – 291 мм.
| Клімат поселення                              | Клімат поселення | Клімат поселення | Клімат поселення | Клімат поселення | Клімат поселення | Клімат поселення | Клімат поселення | Клімат поселення | Клімат поселення | Клімат поселення | Клімат поселення | Клімат поселення | Клімат поселення |
| Показник                                      | Січ.             | Лют.             | Бер.             | Квіт.            | Трав.            | Черв.            | Лип.             | Серп.            | Вер.             | Жовт.            | Лист.            | Груд.            |                  |
| Середній максимум, °C                         | 6,92             | 8,88             | 13,72            | 19,63            | 24,73            | 30,38            | 31,19            | 30,32            | 25,95            | 20,55            | 13,32            | 7,60             |                  |
| Середня температура, °C                       | −2,16            | −0,18            | 4,64             | 10,57            | 15,68            | 21,32            | 25,20            | 24,32            | 19,96            | 14,57            | 7,34             | 1,60             |                  |
| Середній мінімум, °C                          | −11,2            | −9,26            | −4,41            | 1,51             | 6,60             | 12,24            | 19,21            | 18,34            | 13,97            | 8,58             | 1,36             | −4,38            |                  |
| Норма опадів, мм                              | 47               | 43               | 53               | 37               | 28               | 5                | 1                | 1                | 0                | 6                | 27               | 43               |                  |
| Середньомісячна швидкість вітру, м/с          | 1.42             | 2.69             | 2.78             | 2.99             | 2.59             | 2.50             | 2.42             | 2.28             | 2.22             | 1.93             | 1.68             | 1.35             |                  |
| Середньомісячна сонячна радіація, кДж/м²·день | 9531             | 12590            | 15309            | 18517            | 22561            | 26990            | 25883            | 24329            | 21502            | 16143            | 11350            | 9252             |                  |
| --------------------------------------------- | ---------------- | ---------------- | ---------------- | ---------------- | ---------------- | ---------------- | ---------------- | ---------------- | ---------------- | ---------------- | ---------------- | ---------------- | ---------------- |
| Джерело:                                      |                  |                  |                  |                  |                  |                  |                  |                  |                  |                  |                  |                  |                  |